# Résolution 7 du Conseil de sécurité des Nations unies
Membres permanents
- Chine
- États-Unis
- France
- Royaume-Uni
- URSS

Membres non permanents
- Australie
- Brésil
- Égypte
- Mexique
- Pays-Bas
- Pologne

Résolution no 6 Résolution no 8
La résolution 7 est une résolution du Conseil de sécurité de l'ONU qui a été votée le 26 juin 1946 et qui décide maintenir sous surveillance le régime franquiste espagnol, compte tenu du fait que l'enquête du sous-comité institué le 29 avril 1946 par la résolution 4 a confirmé les faits qui étaient reprochés à l'Espagne.

## Texte
- Résolution 7 sur fr.wikisource.org
- Résolution 7 sur en.wikisource.org